# 26 octobre 2014
 (janvier 2023).
Le dimanche 26 octobre 2014 est le 299e jour de l'année 2014.

## Événements
- La présidente sortante Dilma Rousseff remporte le second tour de l'élection présidentielle au Brésil avec un peu plus de 51 % des voix face au candidat du Parti de la social-démocratie brésilienne, Aecio Neves.
- Le parti Nidaa Tounes de Béji Caïd Essebsi remporte les élections législatives en Tunisie avec 85 des 217 sièges de l’Assemblée nationale. Pour avoir une majorité de sièges, soit 109, il devra trouver des partenaires afin de former une coalition ;
- Les partis politiques pro-européens remportent plus de 60 % des voix aux élections législatives ukrainiennes. Le Front populaire du premier ministre Arseni Iatseniouk arrive légèrement devant le parti présidentiel le Bloc Petro Porochenko. Une coalition devrait se constituer autour du parti arrivé en tête ;
- Le candidat du parti au pouvoir Front large, l'ancien président Tabaré Vazquez est arrivé en tête de l'élection présidentielle en Uruguay avec 47 % des voix. Il affrontera au second tour le député de centre droit du Parti national Luis Lacalle Pou qui lui a obtenu 31 %. Le parti au pouvoir Front large conserverait de peu la majorité au Parlement.
- Les forces armées et la police irakiennes, épaulées par les Hachd al-Chaabi, la Force Al-Qods et le Hezbollah, chassent les combattants de Daech de la ville de Jourf al-Sakhr (à 50 kilomètres au sud-ouest de Bagdad et à 35 kilomètres au nord-est de Kerbala)[1], mettant ainsi fin à la présence de l'organisation dans le gouvernorat de Babil.